# 서프러제트 (영화)
《서프러제트》(Suffragette)는 2015년 공개된 영국의 여성 참정권을 다룬 영국의 역사 영화로, 세라 게이브런이 감독, 아비 모건이 각본을 맡았다. 캐리 멀리건, 헬레나 보넘 카터, 브렌던 글리슨, 앤마리 더프, 벤 휘쇼, 메릴 스트리프등이 출연했다. 
영국의 국회의원들의 허가를 받아, 국회의사당 내부를 촬영한 최초의 영화이기도 하다. 

## 출연
- 캐리 멀리건 - 모드 와츠 역
- 메릴 스트리프 - 에멀린 팽크허스트 역
- 로몰라 가레이 - 앨리스 허튼 역
- 헬레나 보넘 카터 - 이디스 엘린 역
- 브렌던 글리슨 - 스티드 역
- 벤 휘쇼 - 소니 와츠 역
- 앤마리 더프 - 바이올렛 밀러 역
- 사뮤엘 웨스트 - 베네딕트 역
- 나탈리 프레스 - 에밀리 데이비슨
- 애드리언 쉴러 - 데이비드 로이드 조지

## 같이 보기
- 팽크허스트